# Khuang Aphaiwong
Khuang Aphaiwong (født thai: ควง อภัยวงศ์ 17. maj 1902, død 15 marts 1968) var en politiker i Thailand, der var premierminister af Thailand tre gange: fra 1. august 1944 til 31. august 1945, fra 31. januar 1946 til 24. marts 1946 og fra 10. november 1947 til  8. april 1948.
Khuang Aphaiwong grundlagde senere det konservative Demokratiske Parti.